# 国防
国防（こくぼう）とは、外敵の侵略から国家を防衛することである。

## 概説
国防とは、国外に存在する敵が行う自国への侵略への対抗手段として、主に軍事的手段を行使するための国家活動である。具体的には、侵略軍を排除するための防衛活動、また同盟国と連携した防衛活動を指す。主権国家には自衛権が認められているために、国防のために軍事力を造成してこれを管理し、侵略を受けた場合は武力によってこれを排除することは国際法的にも認められた権利であり、なおかつ国家が国民の生命と財産を保全するためにも必要である。歴史的に国防は市民の重大な責務であり、また兵役は市民の誇りともされ、軍隊は独立国家の象徴とされる。現代では国家総力戦によって、国防の内容が軍事的な分野に留まらず経済的、社会的、思想的な分野にまで拡大しており、また大量破壊兵器の出現などによって、軍縮や軍備管理などの軍事力の抑制や平和的な紛争解決の必要が論じられるようになったが、国際政治上の問題もあるために一部の進展は見られるものの、従来の国防の意義は未だに広く認められている。

## 侵略活動
国防の概念は、まず外敵による侵略に対する国家の反応と言える。外敵の侵略とは、ここでは相手国の国土に対して直接的に軍事力で侵攻攻撃する直接侵略と、間接的な手段によって相手国の内部で反乱や騒擾を引き起こして武力攻撃する間接侵略と定義されている。
この「間接侵略」は、冷戦期に言われるようになった概念であり、“勢力圏の拡大を狙った共産主義国家による援助や教唆によって自由主義国家内部の国民が反乱を起こし、結果的に政治体制を破壊する行為”を指して言われるようになった（スイス政府著「民間防衛」）。
ただし侵略の定義が国際的に合意されたわけではなく、国際連合で間接侵略の定義について議論された際にも、各国の合意は得られなかった。侵略の定義については一般的に、1933年7月にロンドンで締結され、ソ連、トルコ、ルーマニア、ポーランド、ペルシアなどの8ヶ国が締約した「侵略の定義に関する条約」がある。これによると、外国に対する宣戦布告、宣戦布告がない場合でも外国領域への侵入、領域、船舶、航空機への攻撃、沿岸や港湾の海上封鎖、各国における外国の武装部隊に対する支援などが、侵略国の条件として列挙されている。

## 防衛活動
侵略活動は物理的な強制力を伴う手段であり、これに対抗できるのは、同様に物理的な抵抗力を伴う手段である防衛活動である。防衛活動は分野によって軍事的な防衛活動、政治的・外交的な防衛活動、経済的な防衛活動に大別することができる。軍事的な防衛活動とは軍備を動員し、軍事作戦を展開して攻撃・防御・後退などの戦闘行動によって敵を撃破・撃滅するための、基本的な防衛活動である。政治的・外交的な防衛活動とは政略により国際政治戦または国内政治戦を展開する防衛活動である。経済的な防衛活動とは、経済力を維持増進することによって国内の経済的・社会的な情勢を安定化させて国民所得や生産力を確保し、敵による経済力の破壊や社会的な団結の破壊に抵抗し、軍事的・政治的な防衛活動に寄与するための防衛活動である。

## 自衛権
侵略の対象となる国家には、主権・国家管轄権がある。主権とは国際法的には国家の独立した最高権力であり、上位から何の支配も受けずに対内的・対外的に支配権を行使することができる権力であり、現代の国際法では主権は相対化された上で、国家が持つ権限の集合体を国家管轄権と呼ぶ。これは自衛権、生存権、外交権、立法権、司法権、行政権、課税権などの側面を持っており、全ての国家が平等に保有することが認められている。この体制は近世のウェストファリア体制によって確立されたものであるが、武力不行使の原則が述べられている現代の国連憲章においても国家主権は尊重されており、主権国家には自衛権がある。自衛権は緊急に不正な攻撃を受けた場合に武力を運用する権利である。この自衛権を行使するために国家は軍隊を編制してこれを維持管理することができる。国家は軍事力をもって侵略を防ぐ正当な権利を持っており、戦時国際法の制約に沿う限り武力行使は認められるものである。（自衛権、戦時国際法を参照されたい）

## 国際政治の問題
非武装による恒久的・世界的な平和は理想であるが、今日の国際関係での達成は極めて困難である。その理由として、国際政治の観点から国際平和を制度的に確立することの困難性が挙げられる。第一次世界大戦では、どの国も能動的に戦争を希望したわけでもなかったが、開戦と同時に外交上に制御不可能な戦争の連鎖が生起して、4年間に及ぶ総力戦となった。この反省によって国際連盟が発足しようとしたが、提唱したアメリカが国内的な政治情勢から加盟しないなどの問題があったために、世界的な国際機構として機能しなかった。文化面で成果を挙げるものの、ついに1931年の満州事変とその後の支那事変（日中戦争）における日本、またヴェルサイユ条約に違反するドイツ、そしてエチオピアを攻撃したイタリアに対する効果的な措置がとることはできなかった。第二次世界大戦は不戦条約の参加国により遂行され、再び国家総力戦を戦うこととなった。戦後の1945年10月に発足した国際連合は、国際社会の平和を維持して国際協力を進める国際機関として活動しており、国連憲章にも国際平和を破壊する侵略行為に対しては集団安全保障によって軍事的措置を含んだ対応が準備された。しかしながら、国際連合においても自由主義と共産主義の対決という新しい米ソ両国の対立が生まれ、当初構想されていた軍事参謀委員会と国連軍は成立せず、安全保障理事会の内部における拒否権を用いた政治的な駆け引きによって、国連の安全保障上の機能が実行不能に陥いることとなった。冷戦終結後は国連も湾岸戦争における多国籍軍の派遣、また紛争終結地域への平和維持軍派遣のように成果を挙げている。しかしながら、この国連の機能は国家の防衛を完全に肩代わりすることができるものでは決してなく、国連憲章で認められている地域的防衛機構による国際秩序の維持を認めているのが現状である。

## 国防負担
国防の負担は、まず国防費として表すことができる。適切な国防費と経済力との関係は明らかではなく、従って国防費を財政の中で何割にすべきであるという絶対的な基準はない。太平洋戦争（大東亜戦争）においては、日本は国民所得に対して非常に膨大な軍事費を投入しており、太平洋戦争が勃発した1941年には国民所得が358億円であり、陸海軍省費用、臨時軍事費、徴兵費を合わせた直接軍事費は125億300万円であり、その国民所得に対する割合は34.9%である。この割合はその後も増大し、1944年には129.2%にまで達した。平時の国防費の限界については研究中であり、定説はない。米国の場合では、年間で最低でも3.5%の経済成長を維持するならば、国防費負担の限界は18%から20%であるなどの意見がある。また冷戦期には、欧米諸国が国民総生産の4%程度の国防費を支出する傾向が見られた。
また、国防負担は金銭的なものだけではなく、人的な負担もある。国防は国民の総力を挙げるべきであると考える国家は憲法の中で兵役の義務を定め、また民間防衛を充実させている。民間防衛とは市民による防衛活動であり、後方における防空監視、通信、衛生活動、救助などを行う。また、普段は民間人であるが緊急時においては召集をかけられて作戦行動に投入される、予備役という制度もあり、定期的な教育訓練によって練度を維持する。